# Anna Seghers

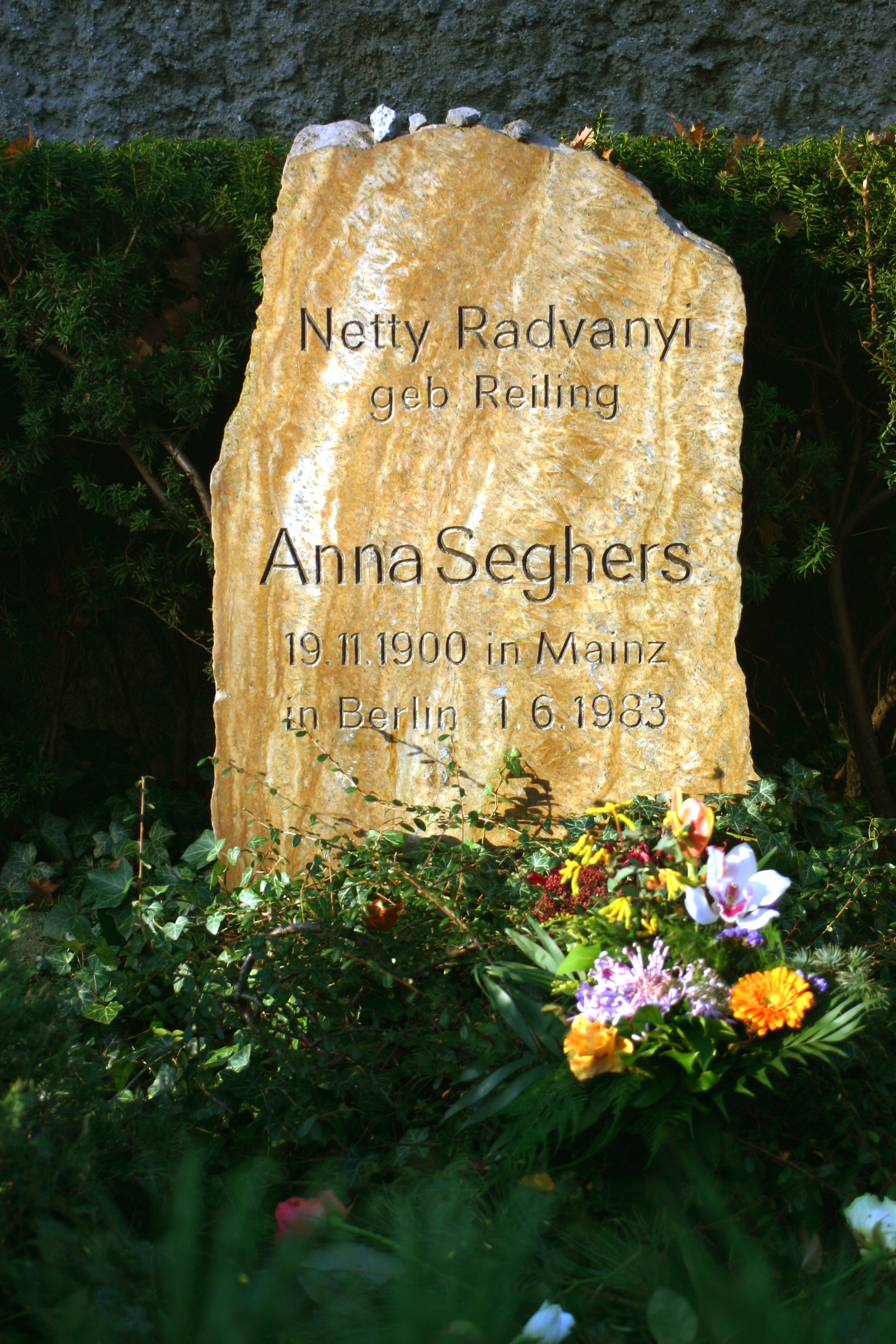
Túmulo de Anna Seghers no Cemitério Municipal da Dorotheenstrasse, em Berlim.

Anna Seghers (Mainz/Mogúncia, 19 de novembro de 1900 — Berlim, 1 de junho de 1983) foi uma escritora alemã. Seu nome de nascimento foi Netty Reiling, seu nome de casamento Netty Radványi. Mais tarde, como escritora, passou a assinar seu nome como Anna Seghers.

## Dados Biográficos

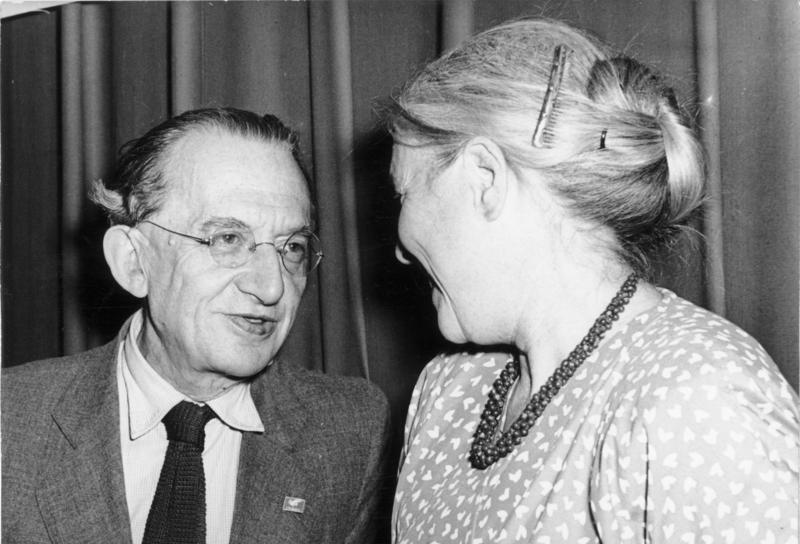
O escritor húngaro Prof. Georg Lukacz em conversa com a ganhadora do Prêmio Stalin da Paz Anna Seghers.

Anna Seghers foi filha única do casal Isidor Reiling e Hedwig Reiling (nascida Fuld), que se identificava com a comunidade judaica ortodoxa. Inicialmente Anna freqüentou uma escola privada, depois um liceu (colégio para moças). Foi voluntária durante a Primeira Guerra Mundial e fez seu Abitur, exame alemão que corresponde ao vestibular do Brasil, no ano de 1920, vindo a frequentar universidades em Colônia (Köln) e Heidelberg, estudando Sinologia (Civilização da China), História e História da Arte. Em 1924 apresenta a sua dissertação: Judeus e judaísmo nas obras de Rembrandt.
Em 1925 Anna Seghers se casa com o sociólogo húngaro László Radványi. O casal se muda para Berlim onde nasce seu filho Peter. Em 1927 é publicado 'Grubetsch', um de seus primeiros escritos, assinado simplesmente 'Seghers', sem nenhum primeiro nome, o que leva os críticos a assumirem que se trata de um autor do sexo masculino.
Em 1928 nasce a sua filha Ruth. Neste mesmo ano surge seu primeiro livro 'Aufstand de Fischer von St. Barbara', no qual ela utiliza pela primeira vez o pseudônimo 'Anna Seghers' - baseado no nome do desenhista holandês Hercules Segers (que mais tarde também passou a ser escrito Seghers), cujo trabalho ela muito admirava.
Em 1925 ela se casou com László Radványi , também conhecido como Johann Lorenz Schmidt, um comunista húngaro, adquirindo assim a cidadania húngara.
Ela ingressou no Partido Comunista da Alemanha em 1928, numa época em que a República de Weimar estava moribunda e logo seria substituída. Seu romance de 1932, Die Gefährten foi um aviso profético dos perigos do nazismo , pelo qual ela foi presa pela Gestapo . Em 1932, ela deixou formalmente a comunidade judaica.
Um ano depois, ela conseguiu um visto de entrada no México e passagem de navio. Estabelecendo-se na Cidade do México, ela fundou o antifascista 'Heinrich-Heine-Klub', em homenagem ao poeta judeu alemão Heinrich Heine . Ela também fundou o Freies Deutschland ( Free Germany ), um jornal acadêmico.
Em 1934, ela emigrou, via Zurique , para Paris . [1] Depois que as tropas alemãs invadiram a Terceira República Francesa em 1940, ela fugiu para Marselha, tentando deixar a Europa.
Ainda em Paris, em 1939, ela escreveu A Sétima Cruz. O romance se passa em 1936 e descreve a fuga de sete prisioneiros de um campo de concentração. Foi publicado em inglês nos Estados Unidos em 1942 e rapidamente adaptado para um filme americano de mesmo nome . Este foi lançado em 1944 pela MGM e estrelado por Spencer Tracy . A Sétima Cruz foi uma das poucas representações de campos de concentração nazistas , na literatura ou no cinema, durante a Segunda Guerra Mundial . Em 1947, Seghers recebeu o Prêmio Georg Büchner por este romance.
O conto mais conhecido de Seghers, o título de sua coleção em The Outing of the Dead Girls (1946), foi escrito no México. Foi parcialmente autobiográfico, extraído de sua reminiscência e reimaginação de uma excursão de classe pré-Primeira Guerra Mundial no rio Reno. Ela explora as ações dos colegas de classe do protagonista à luz de suas decisões e destinos finais durante as duas guerras mundiais. Ao descrevê-los, o campo alemão e sua cidade natal Mainz, que logo foi destruída na segunda guerra, Seghers expressa a inocência perdida e pondera sobre as injustiças sem sentido da guerra. Ela mostra que não há como escapar dessa perda, seja ela simpatizante ou não do NSDAP . Outros romances de Seghers notáveis incluem Sagen von Artemis (1938) e O Navio dos Argonautas (1953), ambos baseados em mitos.
Em 1947, Seghers voltou para a Alemanha, estabelecendo-se em Berlim Ocidental , um enclave dentro da Alemanha Oriental controlada pelos soviéticos ( República Democrática Alemã ). Ela se juntou ao Partido da Unidade Socialista da Alemanha ( SED ) na zona ocupada pelos soviéticos. Naquele ano, ela também recebeu o Prêmio Georg Büchner por seu romance Transit , escrito em alemão e publicado em inglês em 1944.
Em 1950, mudou-se para Berlim Oriental, onde foi cofundadora da Academia de Artes da RDA e tornou-se membro do Conselho Mundial da Paz.  
Recebeu, entre outros, o Prêmio Georg Büchner em 1947 e o Prêmio Lênin da Paz em 1951.

## Obras
- 1928 - Aufstand der Fischer von St. Barbara
- 1930 - Auf dem Wege zur amerikanischen Botschaft und andere Erzählungen
- 1932 - Die Gefährten
- 1933 - Der Kopflohn
- 1935 - Der Weg durch den Februar
- 1937 - Die Rettung
- 1940 - Die schönsten Sagen vom Räuber Woynok. Sagen von Artemis
- 1942 - Das siebte Kreuz, Aufbau-TB, ISBN 3746651514
- 1943 - Der Ausflug der toten Mädchen
- 1944 - Transit
- 1948 - Sowjetmenschen. Lebensbeschreibungen nach ihren Berichten
- 1949 - Die Toten bleiben jung
- 1949 - Die Hochzeit von Haiti
- 1950 - Die Linie
- 1950 - Der Kesselflicker
- 1951 - Crisanta
- 1951 - Die Kinder
- 1952 - Der Mann und sein Name
- 1953 - Der Bienenstock
- 1958 - Brot und Salz
- 1959 - Die Entscheidung
- 1961 - Das Licht auf dem Galgen
- 1963 - Über Tolstoi. Über Dostojewski
- 1965 - Die Kraft der Schwachen
- 1967 - Das wirkliche Blau. Eine Geschichte aus Mexiko
- 1968 - Das Vertrauen
- 1969 - Glauben an Irdisches
- 1970 - Briefe an Leser
- 1970 - Über Kunstwerk und Wirklichkeit
- 1971 - Überfahrt. Eine Liebesgeschichte
- 1977 - Steinzeit. Wiederbegegnung
- 1980 - Drei Frauen aus Haiti
- 1990 - Der gerechte Richter (produzido em 1957, porém não publicado naquela época por causa de motivos políticos)

## Obras Traduzidas ao Português
- Brasil: Em Trânsito (Editora Paz e Terra, Rio de Janeiro)
- Portugal: Os mortos permanecem jovens (Europa-América)
- Portugal: A sétima cruz (Editorial Inova, Porto)
- Brasil: A sétima cruz
- Brasil: Travessia. Uma história de amor. Trad. Daniel Martineschen, org. e posfácio de Klaus Eggensperger. Curitiba: Editora UFPR, 2013. ISBN 9788565888462

## Obras Traduzidas ao Espanhol
- España: La revuelta de los pescadores de Santa Bárbara
- España: La septima cruz
- España: Histórias de mujeres (Sudamericana)
- España: Auswahlbände (Erzählungen) (Editorial Seix Barral; Editorial Centauro)

## Literatura
- Birgit Schmidt : Wenn die Partei das Volk entdeckt. Anna Seghers, Bodo Uhse, Ludwig Renn u.a. Ein kritischer Beitrag zur Volksfrontideologie und ihrer Literatur, Münster, ISBN 3-89771-412-4. Não existe tradução desta obra em português. Segue uma tradução livre do título somente para fins explicativos: "Quando o partido descobre o povo. Anna Seghers, Bodo Uwe, Ludwig Renn entre outros/as. Uma contribuição crítica à ideologia de frente popular e sua literatura".